# Hong Gil-dong
Pour plus de détails, voir Fiche technique et Distribution.
Hong Gil-dong (홍길동) est le premier vrai long-métrage d'animation coréen. Il est réalisé en 1967 par Shin Dong-heon, considéré comme le père de l'animation coréenne.

## Synopsis
Hong Gil-dong est le fils illégitime d'un ministre. Heo Yi-nok, une jeune fille assez naïve et gloutonne, vient de rentrer de Chine avec son grand-père. Lee Chang-hui est un homme mystérieux. Qui plus est, il se trouve qu'il est le prince légitime que tout le monde pensait mort depuis des années et dont le but est de monter sur le trône. Rien n'unit ces trois personnages et pourtant avec le temps ils vont se lier.

## Fiche technique
- Titre : Hong Gil-dong
- Titre original : 홍길동
- Réalisation : Shin Dong-heon
- Scénario : Shin Dong-woo
- Musique : Jeon Jeong-geun
- Photographie : Jo Min-cheol
- Production : Woo Ki-dong
- Société de production : Seki Trading Co.
- Pays :  Corée du Sud
- Genre : Animation, aventure et fantastique
- Durée : 67 minutes
- Dates de sortie : 
  - Corée du Sud : 21 janvier 1967